# Malaltia intercurrent en l'embaràs
Una malaltia intercurrent (és a dir, concurrent, concomitant o, en la majoria dels casos, preexistent) en l'embaràs és una malaltia no causada directament per l'embaràs (en contraposició a una complicació de l'embaràs), però que pot ser de risc per a l'embaràs o complicar-ne l'evolució. Un dels components principals d'aquest risc pot resultar de l'ús necessari de fàrmacs durant l'embaràs per controlar la malaltia.
En aquestes circumstàncies, les dones que desitgen continuar amb un embaràs requereixen atenció mèdica addicional, sovint d'un equip interdisciplinari.

## Exemples

### Trastorns endocrins
- Diabetis mellitus
- Malaltia de tiroides

### Infeccions
- Infeccions per transmissió vertical
- Vulvovaginitis candidòtica
- Vaginosi bacteriana

### Trastorns autoimmunitaris
- Celiaquia
- Lupus eritematós sistèmic
- Malaltia de Behçet
- Esclerosi múltiple

### Altres
Les següents condicions també poden empitjorar o ser un risc potencial per a l'embaràs:
- Hipercoagulabilitat
- Càncer[MMHE 1]
- Hipertensió arterial[MMHE 2]
- Cirrosi[MMHE 3]
- Trastorns congènits que poden transmetre a la descendència
- Problemes cardíacs:
  - Valvulopaties, hipertensió pulmonar primària i síndrome d'Eisenmenger[MMHE 4]
- Trastorns renals[MMHE 5]
- Salut mental:
  - La depressió està relacionada amb taxes més altes de part prematur.[1]
- Trastorns i malalties respiratòries (associades, per exemple, al despreniment prematur de placenta)[2]
  - Asma[3][4]
- Epilèpsia[MMHE 6]
- Anormalitats estructurals del coll uterí
- Anomalies estructurals a l'úter
- Hepatitis vírica[MMHE 7]